# Akihiro Endō
Akihiro Endō (jap. 遠藤 彰弘 Endō Akihiro; * 18. September 1975 in Kagoshima) ist ein japanischer Fußballtrainer und ehemaliger Fußballspieler.

## Laufbahn
Endō besuchte die Handelsoberschule Kagoshima, die bereits viele Profifußballer hervorgebracht hat. Nach seinem Schulabschluss wurde er von den Yokohama F. Marinos unter Vertrag genommen, für die er 12 Jahre spielte, und beendete dann 2007 seine Spielerkarriere bei Vissel Kōbe. Seither ist er Cheftrainer in der Fußballschule Endō-juku Shin-Osaka, die seinem jüngeren Bruder Yasuhito Endō gehört.
Mit der japanischen Nationalmannschaft qualifizierte er sich für die Olympischen Sommerspiele 1996.

## Erfolge
- J. League: 1995, 2003, 2004
- J. League Cup: 2001